# Joseph Cardijn
Joseph Cardijn (Schaerbeek, 18 de novembre, 1882 - Lovaina, 25 de juliol, 1967) fou un religiós belga que va treballar pel compromís social de l'Església catòlica en els començaments del segle xx.
Va ser ordenat sacerdot el 1906. El 1912, va ser coadjutor de la parròquia de Laeken, va iniciar la seva tasca pastoral entre els joves obrers belgues i europeus. Va ser Director d'Obres Socials de Brussel·les i capellà dels sindicats cristians (1915), i va agrupar als joves obrers de Brussel·les en l'anomenada Joventut Sindicalista (1919), que es convertiria (1924) en la Joventut Obrera Cristiana (JOC). Va fundar el 1920, l'Acció Catòlica, que agrupa tots els dirigents obrers catòlics, actualment, en tot el món, i va ser ordenat cardenal el 1965.
Va morir a Lovaina, Bèlgica, el 1967, a l'edat de 85 anys, i està en procés de beatificació.